# Richie Steamboat
«  Ricky Steamboat, Jr. » redirige ici. Pour les autres significations, voir Ricky, Steamboat et Ricky Steamboat.
Richard Blood, Jr. est un catcheur américain né le 7 juillet 1987 en Caroline du Nord.

## Carrière

### World Wrestling Entertainment (2009-2013)

#### Florida Championship Wrestling (2009-2012)
Richard Blood Jr. débute à la FCW sous le pseudonyme de Richie Steamboat. Lors de son premier match, il bat Donny Marlow. Quelques semaines plus tard, il se blesse au genou et s'absente donc des rings pendant plusieurs mois. Début Septembre, il fait son retour mais perd face à Jinder Mahal. Le 17 décembre 2010, il bat Ricardo Rodriguez (annonceur d'Alberto Del Rio).
Le 23 janvier, lui et Seth Rollins commencent une alliance et affrontent les champions par équipe de la FCW Damien Sandown et Titus O'Neil, match qu'il perd. La semaine suivante, il bat Titus O'Neil. Par la suite, il bat plusieurs fois en solo Bobby Dutch. Lors des enregistrements de la FCW pour le 10 avril, lui et Rollins battent Sandow et O'Neil (les titres par équipes n'étaient pas en jeu). Lui et Rollins sont actuellement les FCW Florida Tag Team Champions. Lors du FCW du 24 juillet lui, Bo Rotundo et Leakee battent Alexander Rusev, Big E Langston et Calvin Raines.
Lors du FCW Tapings du 29 janvier 2012, il bat Damian Sandow et remporte le FCW 15' Championship. Lors du FCW du 26 février 2012, il affronte Damien Sandow pour le FCW 15' Championship qui se finit en match nul, il garde donc son titre . Lors du FCW du 18 mars 2012, il affronte Antonio Cesaro pour le titre FCW 15' Championship qui se finit en match nul, il garde donc à nouveau son titre. Lors du FCW du 8 avril 2012, il affronte encore Antonio Cesaro pour le titre FCW 15' Championship qui se finit en match nul, il garde donc à nouveau son titre. Lors du FCW du 6 mai 2012, il affronte encore Antonio Cesaro pour le titre FCW 15' Championship dans un IronMan Match de 30 minutes qu'il remporte 3 tombés à 2. Lors du FCW du 13 mai 2012, il gagne contre Rick Victor dans un non-title Match. Lors du FCW du 20 mai 2012, il affronte Brad Maddox pour le titre FCW 15' Championship qui se finit en match nul, il garde donc à son titre. Lors du FCW du 3 juin, il perd contre Seth Rollins pour le FCW Florida Heavyweight Championship, le FCW 15' Championship n'était pas en jeu. Lors du FCW du 1er juillet, il gagne, à la mort subite, contre Antonio Cesaro pour le titre FCW 15' Championship.

#### NXT Wrestling (2012-2013)
Lors de WWE NXT du 27 juin, il fait ses débuts et bat Rick Victor. Lors de NXT du 18 juillet, il perd contre Leo Kruger. Lors de NXT du 1er août, il gagne contre Leo Kruger et se qualifie pour WWE NXT Championship Gold Rush Tournoi. Lors de NXT du 15 août, il perd contre Jinder Mahal et ne se qualifie pas pour la finale. Lors de NXT du 22 août, il vient sauver Jake Carter qui se fait attaquer par Kassius Ohno. Lors de NXT du 5 septembre, il gagne contre Kassius Ohno par disqualification. Lors de NXT du 26 septembre,il gagne contre Kassius Ohno. Lors de NXT du 3 octobre, il perd contre Drew McIntyre. Lors de NXT du 17 octobre, il perd avec The Usos contre Kassius Ohno, Conor O'Brian et Kenneth Cameron. Lors de NXT du 21 novembre, il gagne contre Kassius Ohno.
Le 19 décembre, la presse a annoncé que Steamboat a été remercié par la WWE.

## Palmarès
- Exodus Wrestling Alliance
  - 1 fois ECW Florida Heavyweight Champion
  - 1 fois EWA Missouri Heavyweight Champion
  - 1 fois EWA Georgia Heavyweight Champion

- Florida Championship Wrestling
  - 1 fois Champion Poids-Lourds de la FCW (dernier)
  - 1 fois Champion par équipes de la FCW avec Seth Rollins
  - 1 fois Champion FCW 15

## Vie privée
Il est le fils du Hall of Famer Ricky The Dragon Steamboat.